# NEN 3840
De NEN 3840, "Bedrijfsvoering van elektrische installaties - Hoogspanning", is de Nederlandse norm (NEN) voor veilige bedrijfsvoering van werkzaamheden nabij, aan of met elektrische objecten in het hoogspanningsgebied. Per april 2015 is de NEN3840:2015 van kracht.

## Arbeidsomstandighedenwet
Werken met of aan elektrische objecten brengt een zeker risico met zich mee. Een elektrische schok, elektrische verbranding, vlambogen, brand en ontploffing kunnen letsel veroorzaken. Bedrijven en instellingen met personeel in dienst moeten ervoor zorgen dat er veilig gewerkt kan worden. De NEN 3840 wordt door de arbeidsinspectie (ISZW) beschouwd als een invulling van de wettelijke verplichtingen van onder ander artikel 3.5 van het arbeidsomstandighedenbesluit. De verwijzing naar normen staat niet meer in de arbeidsomstandighedenregeling.
Werknemers dienen zich hieraan te houden. Werkgevers dienen aan te tonen dat alles in het werk gesteld is dit mogelijk te maken. De norm gaat primair over werkprocedures. In Duitsland gelden naast de EN 50110 hun VDE-normen (Duitstalig) (VDE-normen Engelstalig). België volgt alleen de norm EN 50110, maar heeft vooral veel in de wet opgenomen (o.a. het AREI).